# ونسترا، انتاریو
ونسترا، انتاریو (به انگلیسی: Vanastra, Ontario) یک منطقهٔ مسکونی در کانادا است که در شهرستان هورون، انتاریو واقع شده‌است.

## نگارخانه

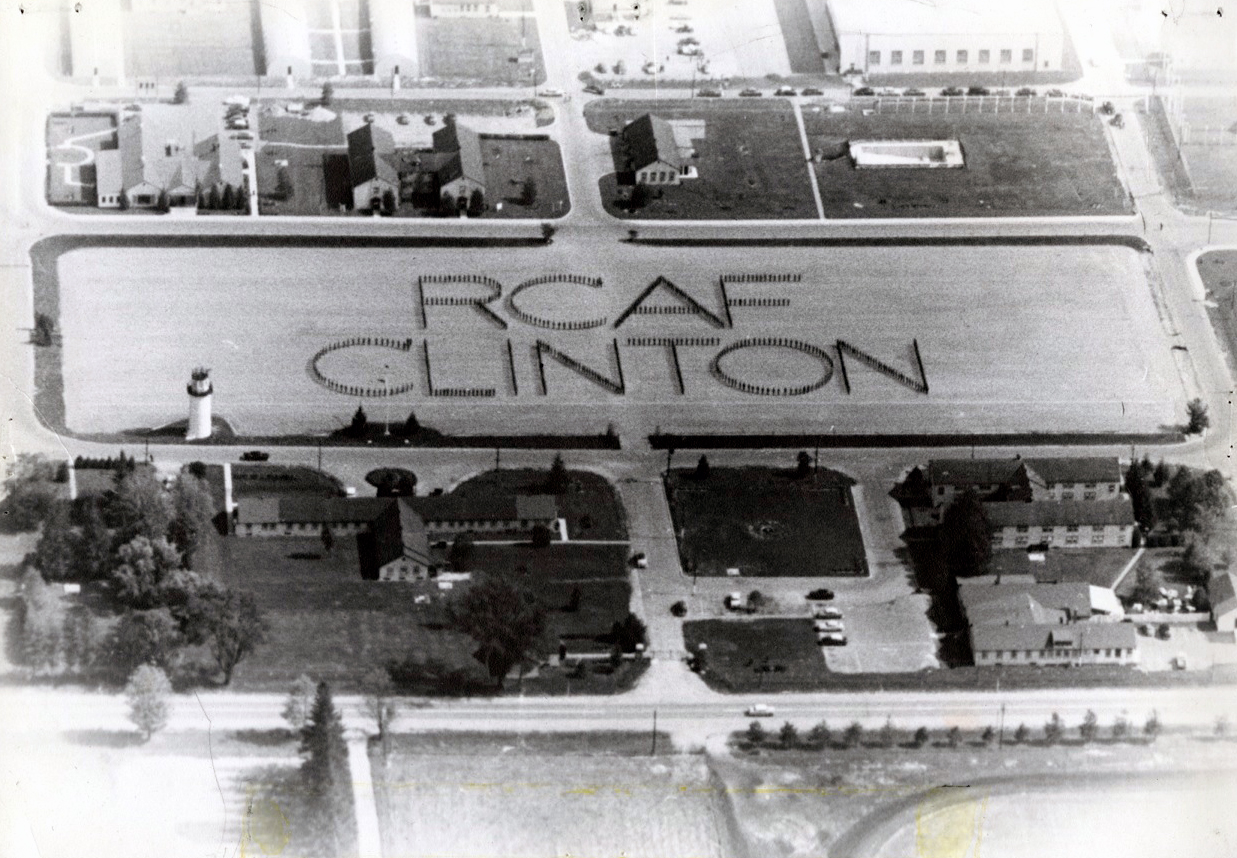
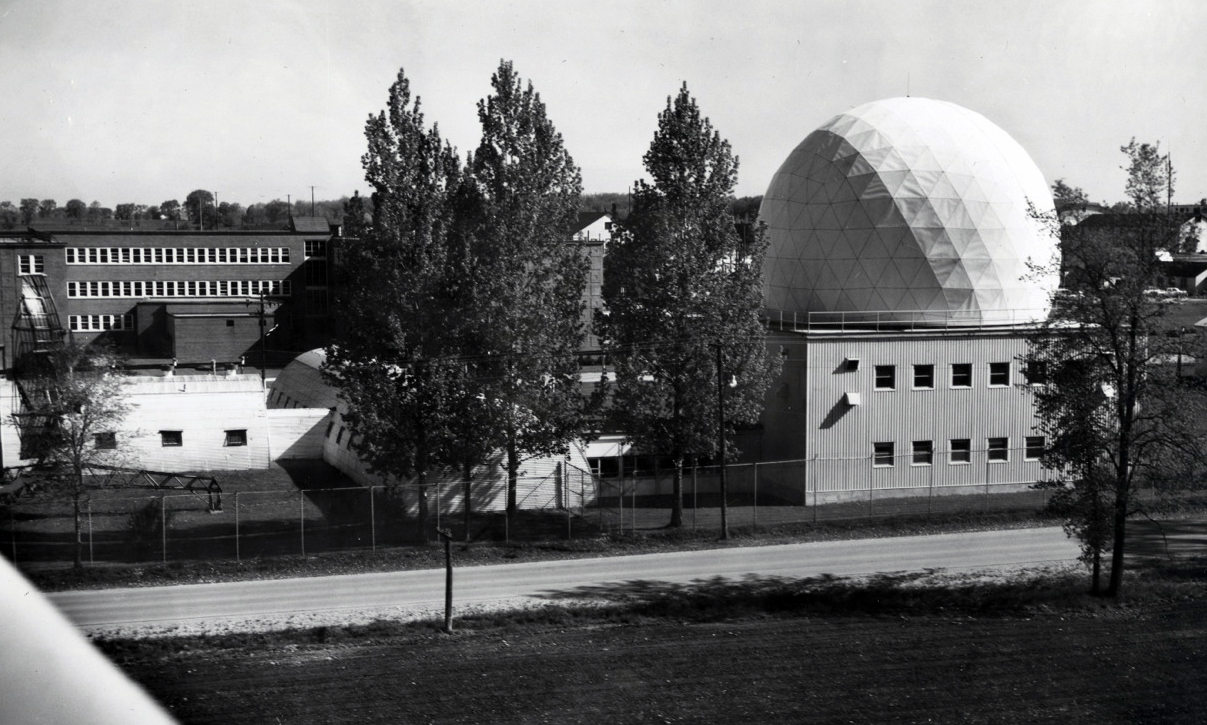
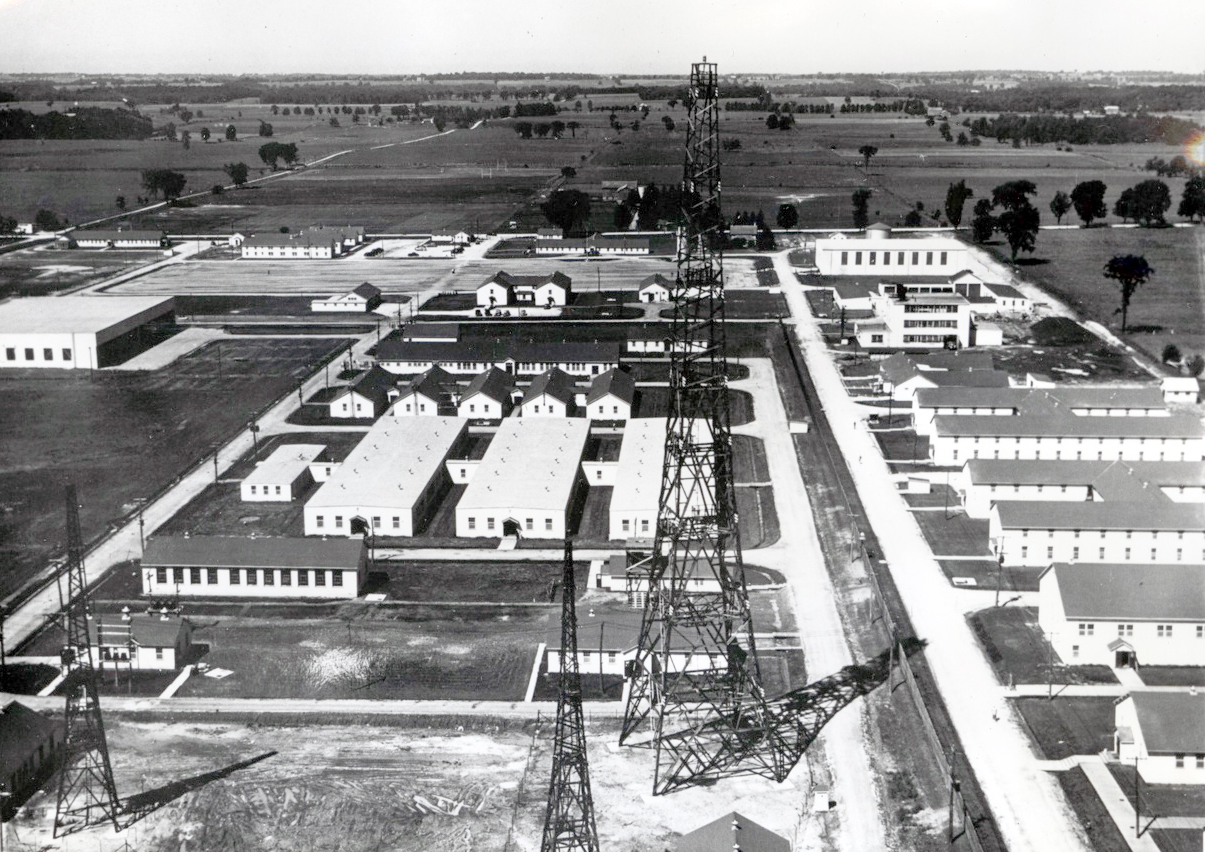
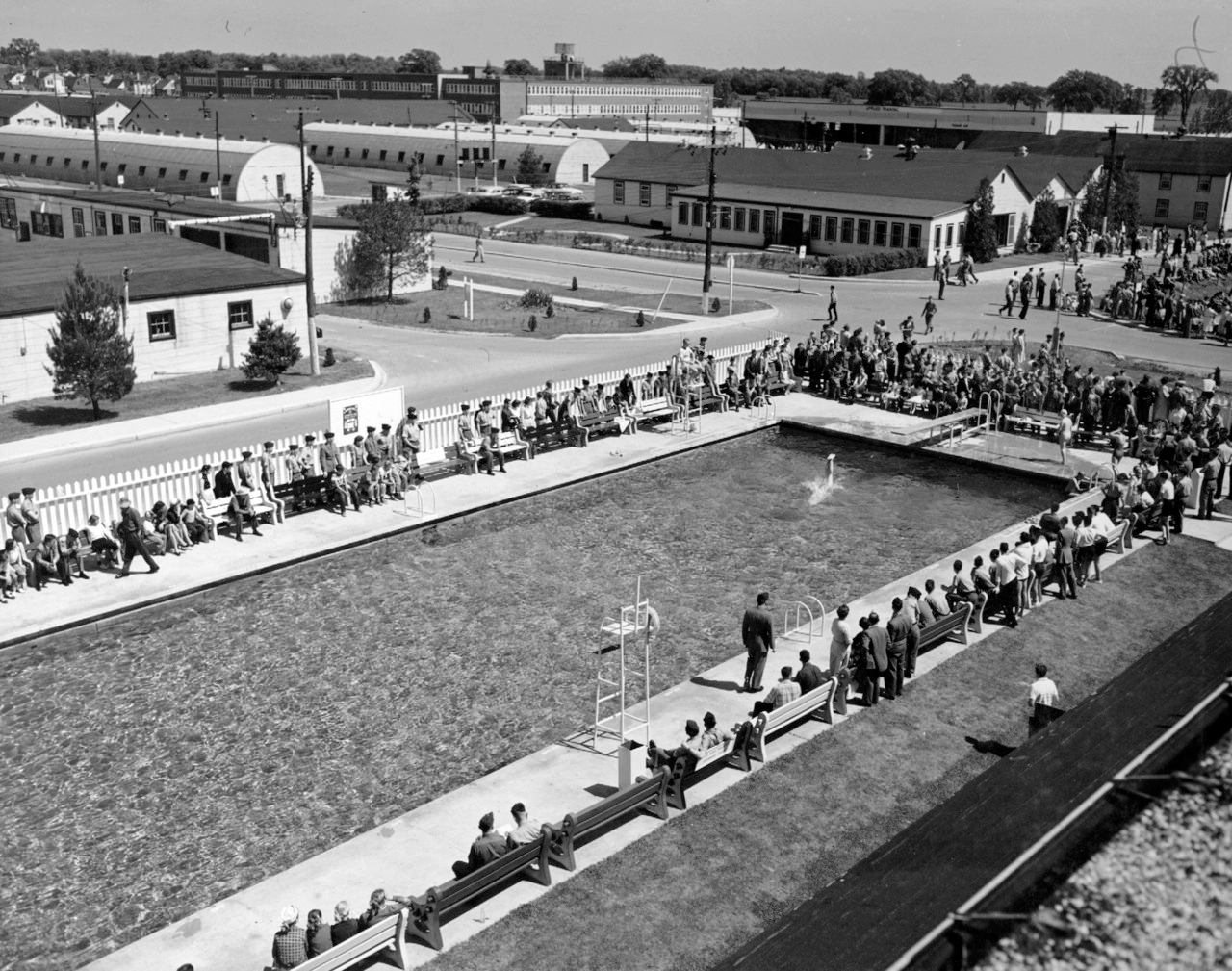
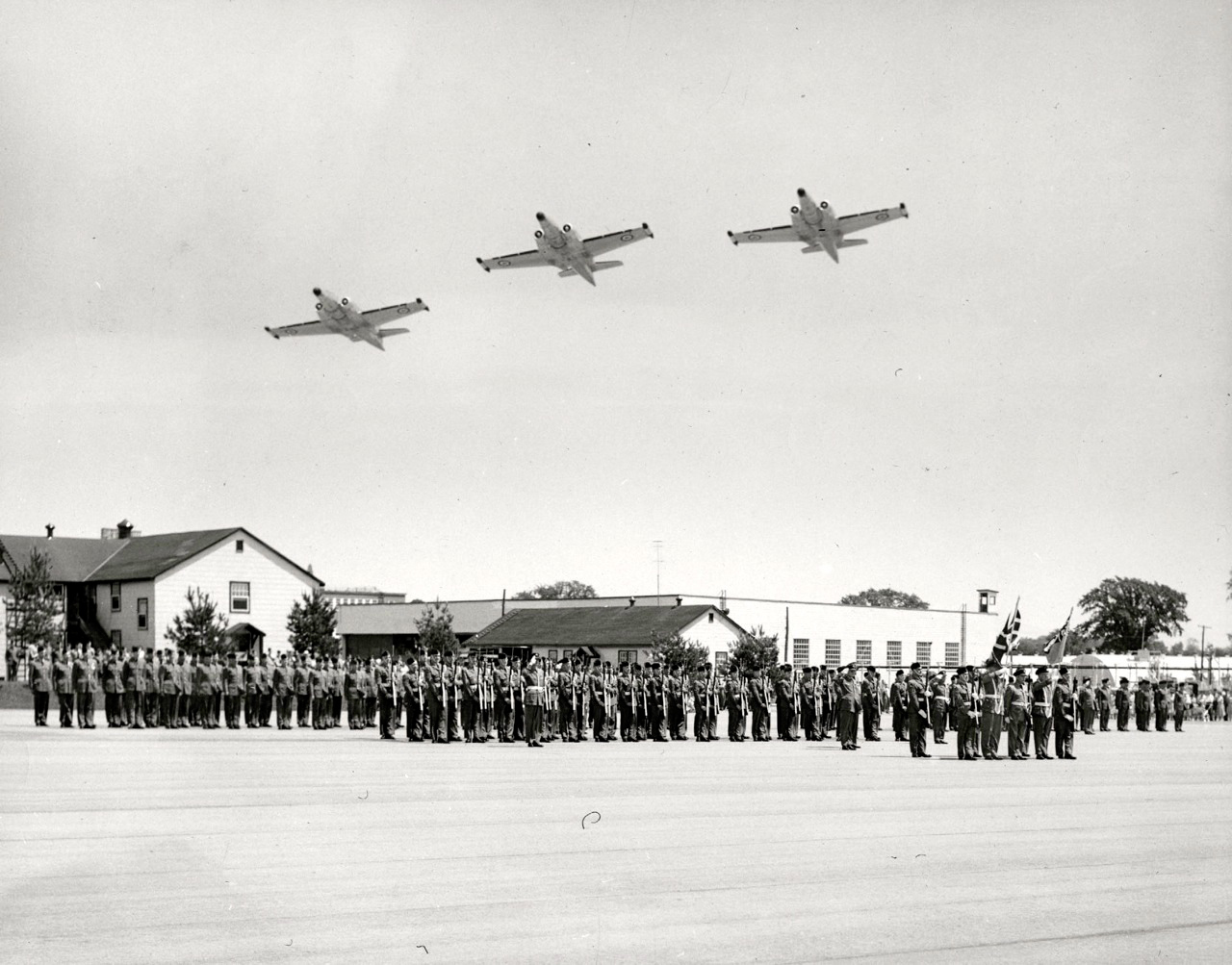
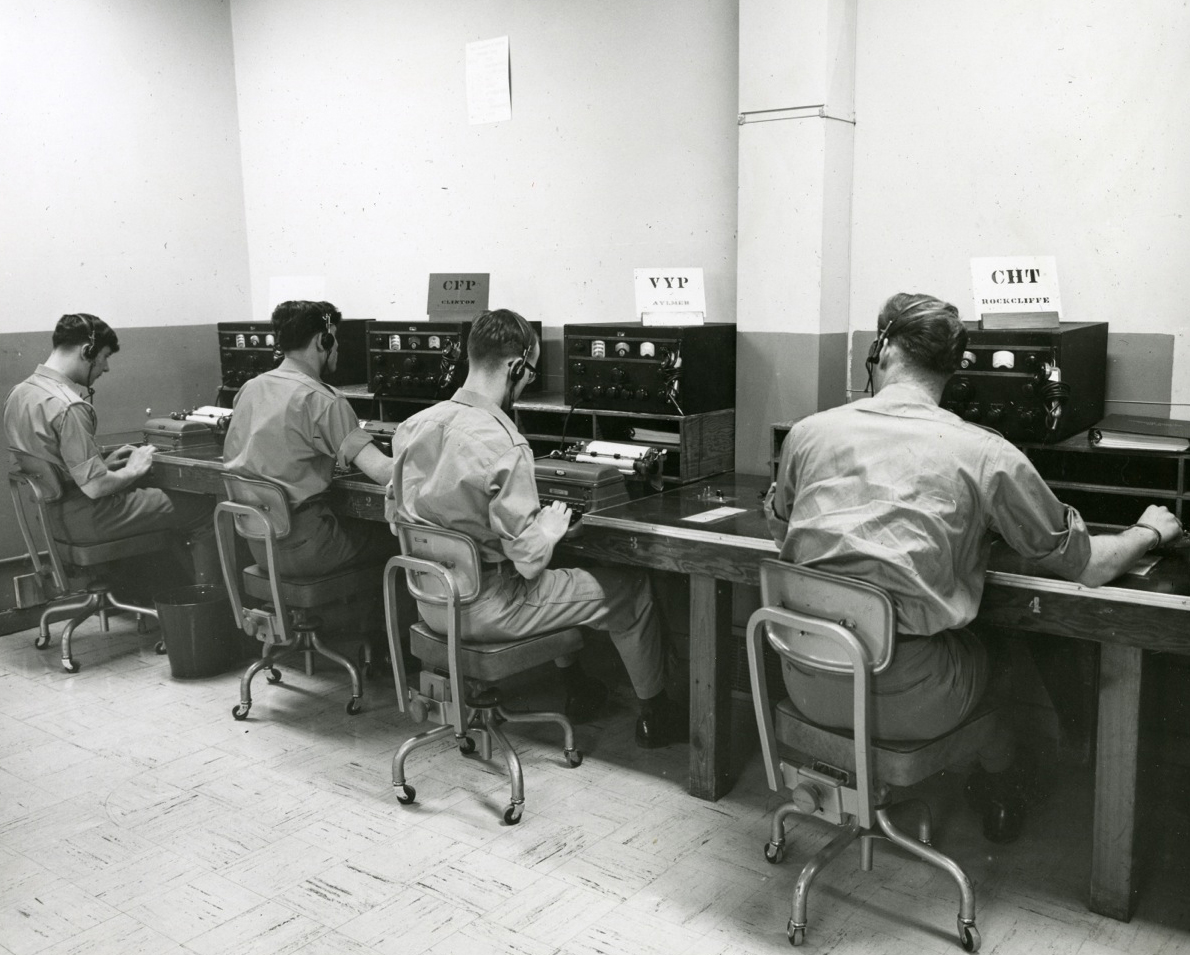